# 53285 Mojmír
(53285) Mojmír, denumire internațională (53285) Mojmir, este un asteroid din centura principală de asteroizi.

## Descriere
53285 Mojmír este un asteroid din centura principală de asteroizi. A fost descoperit pe 24 martie 1999 la Observatorul din Ondřejov par l'Observatorul din Ondřejov. Asteroidul prezintă o orbită caracterizată de o semiaxă mare de 2,92 ua, o excentricitate de 0,12 și o înclinație de 2,7° în raport cu ecliptica.